# Övisslare
Övisslare (Pachycephala phaionota) är en fågel i familjen visslare inom ordningen tättingar.

## Utseende och läte
Övisslaren är en rätt oansenligt tecknad medelstor tätting. Huvudet är grått, strupen vit, ryggen brun och undersidan mycket ljust brun med mörkare bruna fläckar på bröstsidorna. Arten är mycket lik brunryggig visslare, men dessa delar inte utbredningsområde. Sången består av en varierad visslad serie, upnblandat med upprepade pisksnärtar, typiskt för familjen. Lätet är ett vasst och fallande "jip!".

## Utbredning och systematik
Fågeln förekommer i Moluckerna, Kaiöarna, Aruöarna och Västpapua. Den behandlas som monotypisk, det vill säga att den inte delas in i några underarter.

## Status och hot
Arten har ett stort utbredningsområde, men tros minska i antal, dock inte tillräckligt kraftigt för att den ska betraktas som hotad. Internationella naturvårdsunionen IUCN listar arten som nära hotad (LC).